# Stephen Breyer
Stephen Gerald Breyer (ur. 15 sierpnia 1938 w San Francisco) – amerykański prawnik, w latach 1994–2022 sędzia Sądu Najwyższego Stanów Zjednoczonych. Uważany za liberała.

## Wychowanie i edukacja
Urodził się w średnio zamożnej rodzinie żydowskiej. W wieku 12 lat w 1950 uzyskał rangę Eagle Scout. W 1955 skończył Lowell High School w San Francisco i został członkiem Lowell Forensic Society i rozpoczął naukę prawa konstytucyjnego w Harvard Law School. Następnie ukończył filozofię na Stanford University.

## Praca zawodowa
Pracę zawodową rozpoczął w 1964 rocznym stażem przy sędzim Sądu Najwyższego USA Arthurze Goldbergu. Następnie do 1967 był asystentem prokuratora generalnego USA. W 1973 był przedstawicielem Departamentu Sprawiedliwości przy badaniu afery Watergate. W latach 1974–1975 był konsultantem senackiej Komisji sprawiedliwości, a w latach 1979–1980 był przewodniczącym konsultantów tejże komisji (w tym czasie współpracował z ówczesnym przewodniczącym Komisji Tedem Kennedym.
W 1980 został sędzią sędzia Sądu Apelacyjnego 1 okręgu, a w 1990 jego prezesem oraz z urzędu członkiem Judicial Conference of the United States. Pomiędzy 1985 a 1989 był członkiem United States Sentencing Commission

## Działalność w Sądzie Najwyższym
Prezydent Bill Clinton rozważał jego nominację do Sądu Najwyższego w 1993 po Byronie White, jednak ostatecznie nominował kobietę Ruth Bader Ginsburg.
W 1994 w stan spoczynku odchodził Harry Blackmun. 17 maja 1994 prezydent Clinton nominował Breyera do składu Sądu Najwyższego, a 3 sierpnia 1994 został on zatwierdzony przez Senat (87 głosów za i 9 przeciw).
27 stycznia 2022 Breyer ogłosił, że na przełomie czerwca i lipca 2022 przejdzie na emeryturę. 30 czerwca 2022 na stanowisku sędziego Sądu Najwyższego Stanów Zjednoczonych zastąpiła go Ketanji Brown Jackson, nominowana przez Joego Bidena.

## Życie prywatne
Jego brat Charles Breyer był sędzią federalnym. W 1967 poślubił Joannę Fredę Hare, psycholog z brytyjskiej rodziny arystokratycznej (jej ojciec był pierwszym wicehrabią Blakenham), z którą mają troje dzieci: Chloe, Nell i Michael.